# Nimrat Kaur
Nimrat Kaur, née à Pilani (en), le 13 mars 1982, est une actrice indienne.

## Biographie
Elle a commencé sa carrière comme modèle avant de s'intéresser au théâtre. Après de brèves apparitions dans quelques films, Kaur a joué dans le film Peddlers (2012) qui est projeté au Festival de Cannes 2012. Par la suite, elle apparaît dans The Lunchbox (2013) aux côtés de Irfan Khan, et Airlift (2016).
Kaur joue également un rôle dans les séries télévisées américaines Homeland et Wayward Pines.